# Comuna Novosilkî, Busk
Novosilkî (în ucraineană Новосілки) este o comună în raionul Busk, regiunea Liov, Ucraina, formată din satele Duniv, Kudîreavți, Lisok și Novosilkî (reședința).

## Demografie
Componența lingvistică a comunei Novosilkî
     Ucraineană (99,91%)
     Alte limbi (0,09%)
Conform recensământului din 2001, majoritatea populației comunei Novosilkî era vorbitoare de ucraineană (99,91%), existând în minoritate și vorbitori de alte limbi.